# بخش هاردا
بخش هاردا (به انگلیسی: Harda district) یک منطقهٔ مسکونی در هند است که در Narmadapuram division واقع شده‌است. بخش هاردا ۲٬۶۴۴ کیلومتر مربع مساحت و ۵۷۰٬۴۶۵ نفر جمعیت دارد.